# Труцук, Николай Иванович
Николай Иванович Труцук (род. 19 октября 1946) — российский дипломат.

## Биография
Окончил юридический факультет Красноярского государственного университета (1974) и Дипломатическую академию МИД СССР (1986). На дипломатической работе с 1983 года. Владеет английским, польским и словацким языками. Кандидат исторических наук (1989).
- С марта 2000 по сентябрь 2004 года — заместитель директора Департамента информации и печати МИД России.
- С 24 сентября 2004 по 25 февраля 2009 года — чрезвычайный и полномочный посол России в Государстве Эритрея[1][2].
- С апреля 2009 по февраль 2010 года — в резерве МИД России.
- С февраля 2010 года — в отставке.
- С апреля 2010 по апрель 2012 года — советник Управления международного сотрудничества Организации Договора о коллективной безопасности (ОДКБ).

## Дипломатический ранг
- Чрезвычайный и полномочный посланник 2 класса (29 июля 2002)[3].